# Cecilie af Baden
Cecilie af Baden, i Rusland kaldet Olga Fjodorovna (russisk: О́льга Фёдоровна)  (Cäcilie Auguste; 20. september 1839 – 12. april 1891) var en tysk prinsesse af Baden. Som ægtefælle til storfyrst Mikhail Nikolajevitj af Rusland var hun storfyrstinde af Rusland.

## Biografi
Prinsesse Cecilie blev født den 28. august 1857 i Karlsruhe i Storhertugdømmet Baden som datter af storhertug Leopold 1. af Baden i hans ægteskab med prinsesse Sophie af Sverige.
Hun blev gift den 11. september 1858 i Vinterpaladset i Sankt Petersborg med storfyrst Mikhail Nikolajevitj af Rusland, søn af Kejser Nikolaj 1. af Rusland og Charlotte af Preussen. Der blev født syv børn i ægteskabet.
Storfyrstinde Olga døde den 12. april 1891 i Kharkov i Det Russiske Kejserrige (i dag Kharkiv i Ukraine. Storfyrst Mikhail overlevede sin hustru med 18 år og døde den 18. december 1909 i Cannes i Sydfrankrig.

## Børn
- Nikolaj Mikhajlovitj (1859-1919)
- Anastasija Mikhajlovna (1860-1922), gift med storhertug Frederik Frans 3. af Mecklenburg-Schwerin, forældre til dronning Alexandrine af Danmark.
- Mikhail Mikhajlovitj (1861-1929) gift morganatisk i 1891 med grevinde Sophie af Merenberg og de Torby.
- Georgij Mikhajlovitj (1863-1919), gift med Maria af Grækenland og Danmark, datter til den danskfødte Georg 1. af Grækenland
- Aleksandr Mikhajlovitj (1866-1933), gift med storfyrstinde Ksenija Aleksandrovna af Rusland, datter af Aleksandr 3. af Rusland og Dagmar af Danmark
- Sergej Mikhajlovitj (1869-1918)
- Aleksej Mikhajlovitj (1875-1895), døde af tuberkulose

## Eksterne links
- Wikimedia Commons har flere filer relateret til Cecilie af Baden

 Der er for få eller ingen kildehenvisninger i denne artikel, hvilket er et problem. Du kan hjælpe ved at angive troværdige kilder til de påstande, som fremføres i artiklen.